# Дума про Івася Коновченка
«Дума про Івася Коновченка» — українська дума.

## Сюжет
Дума належить до дуже поширених народних творів. Перша публікація припадає на 1819 рік. Мотиви цієї думи широко використав М. В. Гоголь в повісті «Тарас Бульба».
Филоненко (корсунський полковник) — історична достовірність образу не встановлена. Деякі дослідники висловлювали думку, що в образі Филоненка змальовано полковника Филоненка — учасника козацького повстання під керівництвом Острянина та Гуні в 1638 р. або кропивнянського полковника Філона Джалалія, сподвижника Богдана Хмельницького.
"Їдучи зі станції Баранове поле (коло Злотополя), довідався від візника, що те село було власністю славного козацького полковника, який помираючи зоставив малолітнього ще сина — Івана Коновченка. Коли доріс він до молодих літ, зародилася у нього жадоба до війни, але не міг підібрати собі коня, хоч перебрав два табуни. Тоді довідався від матері, що військовий батьківський кінь був відданий за дві пари волів. Відібрав коня, а воли повернув назад і вже матір ніякою неправдою не могла його утримати вдома. Біля Баранового поля тягнеться долина, замкнута горами, на якій Іван сам розгромив вороже військо. Заздрісні товариші, підпоївши молодого Івана виставили його в " танець з ворогом ", в тім бою він і поліг. Кінь козацький бігаючи та ржучи по степі оголосив смерть козацьку. Всіх узяв тоді жаль і вони насипали йому могилу, яка до цього дня називається «Син Козацький». На могилі стирчить стовп, на якому має бути напис, але ввечері не зміг розібрати. Долину ту на честь Івася називали « Черкес „, бо його за мужність та винахідливість так називали. Про того Івася є дума в люду українського, яка відноситься до 1684 р. Думу ту співав нам старий лірник з села Пашковка Київського повіту“.

## Історія записів
Івась Удовиченко, Коновченко. Записано її понад 50 разів майже по всій Україні. Зокрема, серед відомих варіантів — запис П. Я. Лукашевича 1832 р. від кобзаря Івана Стрічки біля м. Ромни, а також запис 1853 р. від кобзаря А. Шута в с. Олександрівка, Сосницького повіту, на Чернігівщині. В одному з них головний герой думи вказується як уродженець міста Черкас, а в іншому — міста Крилова. Можливою причиною такої плутанини виконавців було те, що обидва козацькі міста розташовувалися на правому березі Дніпра.

## Музика
У 1924 р. у Бердичівській окрузі, Климент Квітка записав на фонографі, а потім розшифрував рецитацію думи „Івась Коновченко, вдовиченко“, яку записав від Івана, сина лірника Сидора Гуменюка, в Житомирській області. Запис цей своєрідний, бо звукоряд не використовував півтонів, а побудований на пентатонічному звукоряді. Мелодія цієї думи була вперше повністю надрукована значно пізніше — у зібраних статтях К. Квітки, які вийшли у 1985 році.

## Виконавці

### Кобзарі
- Баша Федір;
- Лантух (кобзар);
- Троченко Дмитро Петрович;
- Гриценко Хведір Хведорович;
- Одноріг Іван Олексійович (вчитель Холодного);
- Кравченко-Крюковський Іван Григорович;
- Магадин Трихон;
- Неховайзуб Петро Іванович;
- Скорик Дмитро;
- Стрічка Іван.

### Лірники
- Іван Гуменюк

## Тексти

### Івась Удовиченко, Коновченко
|  | Ой на славній Україні Кликне-покликне Филоненко, Корсунський полковник, На долину Черкень гуляти, Слави війську, рицарства^ діставати, За віру християнськую одностайно стати; „Которії козаки, То і мужики, Не хотять по ріллі спотикати, За плугом спини ламати, Жовтого саф'яна каляти, Чорного едемана пилом набивати, — Слави би війську, рицарства дістали, За віру християнськую одностайно стали!“ То єсаули у города ся засилали, По улицях пробігали, На винники, На лазники Словами промовляли. „Ви, грубники, Ви, лазники, Ви, броварники, Ви, винники! Годі вам у винницях горілок курити, ; По броварнях пив варити, По лазнях лазень топити, По грубах валятися, Товстим видом мух годувати, Сажі витирати, — Ходіте за нами на долину Черкень погуляти!“ Скоро-то до города Черкас У божий час прибували. То, правда, панове, Була в городі Черкасі вдова, Вона по мужу Грициха, По прозванію Коновчиха, Мала собі сина Івася Удовиченка, Коновченка. Із малих літ годувала, леліяла, До зросту в найми не пускала, При старості літ слави да пам'яті прожити сподівала. То Івась Коновченко по базару походжає, Солодкий мед-вино підпиває, Козацький глас зачуває, До вдови прибігає, Словами промовляє: „Мати моя, мати-удово, Старая жоно! Коли б ти, мати, чотири воли польовії, А три чабаннії позаймала, До города Крилова одогнала, До орендаря, ще п'ятдесят золотих Готовими грішми доплатила,. Коня мені на славу козацькую купила, Що моя душа козацькая молодецькая дуже возлюбила“. „Сину мій Івасю, Удовиченку, Коновченку! Волися тими волами хліб пахати, Козаків на хліб, на сіль затягати, Будуть тебе козаки й без рицарства знати“. „Хоч я,— каже,— буду, мати, Козаків на хліб, на сіль затягати,— Будуть мені козаки прозваніє прикладати, Гречкосієм, полежаєм називати. Не хочеться мені, мати, По ріллі спотикати, За плугом спини ламати, Жовтого саф'яна каляти, Червоного едемана пилом набивати,— Хочеться, мати, Піти на долину Черкень погуляти, Звичаю козацького набрати, Слави, рицарства дістати, За віру християнську одностайно стати“. Скоро-то ся удова теє зачувала, Великеє пересердіє мала. Всю зброю козацькую собирала, У кімнату замикала, Саблі булатнії, Пищалі семип'яднії На стіні забувала; Звон зачувала, До божого дому, до церкви, одходжала… То Івась Удовиченко од сна прочинає, По світлиці поглядає, Що зброї козацької у світлиці немає. Він саблю булатную у руки бере, Пищаль семип'ядний на плече кладе, За військом пішком іде… Військо іде, як бджола гуде. Вдова старая із церкви, божого дому, виступала, Поміждо військом поглядала, Івася виглядала, Сина свойого прелюбезного в лице не пізнала. До господи прибувала, По зброї козацькій пізнала, Що Івася у господі не застала… Лаяла-проклинала, До небес руки здіймала: „Господи милосердний, бодай мойого сина На первій потребі первая куля не минула!“ Знов од великого серця одходжала, Обідати не сідала, У загороду входжала, Словами промовляла: „Господи милосердний, будь мене ті слова, Старую, на постелі спіткали, Що я на свойого сина Івася нарікала“. Тоді чотири воли польовії, А три чабаннії До города Крилова, до орендатора одганяла, Ще п'ятдесят золотих готовими грішми доплатила, Коня на славу козацькую купила, Що його душа козацькая молодецькая дуже возлюбила; А ще козака повстрічала, Три копи і коня до рук давала, Вірним другом називала: „Ей, козаче, козаче, вірний друже! Ти мойого сина наздогониш Да його чоловіком постановиш. Нехай мій син Івась Коновченко Степу ногами не зміряє, Живота не вриває, Матері старенької не лає, Не проклинає!“ Козак три копи і коня дорогого взяв, За городом Браїловим у шести миль військо догнав, Міждо військом виїжджає, Міждо військом поглядає, Івася Коновченка у лице не пізнає. Скоро Івась Коновченко коня взрів, Барзо обомлів, До коня прибуває, За поводи хапає: „Я же,— каже,— думаю, мене моя мати лає да проклинає, А же вона обо мні стараніє має! Коли б мені бог да поміг сією дорогою у потребу сходити. Не пішла б моя мати По чужих дворах спотикати, Хліба да солі позичати, Міг би її при собі довіку содержати!“ То скоро Івась Коновченко на коня сідає, . Поміж козаками повертає, Яко би ясний сокіл літає! Тоді козаки один на одного взглядали, Словами промовляли: . „Либонь Івась Удовиченко, Коновченко При свойому отцеві зріст мав, Доброго коня не видав, Ледве на свойому господарстві дождав“. То третього дня бусурмани Филоненка, Корсунського полковника, Кругом оступали,. Но ні один козак не обібрався, Ні старий, Ні младий, На долину Черкень погуляти, Тільки Івась Коновченко серця козацького не внімає, Коня на поводі веде, Шличок під рукою несе, У намет вступає, Пану Филоненку, Корсунському полковнику, Чолом даває, На здоров'є питає: „Пане Филоненку, Корсунський полковнику, Батьку козацький! Благослови ти мене на долину Черкень погуляти, Слави війську, рицарства дістати, За віру християнськую одностайно стати“. „Ой, Івасю Удовиченку, Коновченку! Ще ти дитя молодеє, З розуму недійшле, Звичаю козацького не знаєш,— Не знатимеш як би поміж козаками ісправляти, Як би з бусурманами погуляти! А ще у мене обереться старіший козак На долині Черкень погуляти“. „Ти, Филоненку, батьку наш козацький!’ Візьми ти утя старее, Другеє малеє, Пусти ти на Чорне море: Коли так не буде гуляти і малеє, Як би і старее, Коли я не буду гуляти так козак младий, Як би і старий!“ Скоро Филоненко теє зачував, Івасю Коновченку на долину Черкень гуляти дозволяв. То Івась із намету виступає, ; До коня прибуває, Великую радість має, Покріпче підпруги підтягає, Червонії тйляги під сребром, під златом на себе надівав» Поміждо військом повертає, Яко би ясний сокіл літає; Старого козака повстрічає, За рідного батька поважає, Молодого повстрічає, За рідного брата почитає. Бог йому да поміг, За табір виїжджав, Первого рицаря встрічав, Чолом дав — З плеч голову зняв; Другого повстрічав — І тому такий одвіт подарував. То, правда, панове, Не багато Коновченко по долині Черкень погуляв,— Самих найстарших п'ятсот чоловік рицарів під меч пускав, Шести живйом піймав, На аркан зв'язав, Перед Филоненка, Корсунського полковника, Язика примчав, Перед посажав. Сам Филоненко із намету виступає, На тих бусурман поглядає… «Ай, спасибі,— каже,— Івасю Коновченку! Я казав, ти дитя молодеє, З розумом не дійшле, Звичаю козацького не знаєш, А же ти, бачу, за плугом походжав, Всі звичаї козацькії собирав». «Тим-бо я, батьку, тебе обділяю, Що у себе преж ясний меч, преж матчине порожденіє маю! Дай мені, батьку, оковити горілки напитись, Не зарікаюсь бусурман більше побити!» «Ой Івасю Коновченку! Ще ти дитя молодеє,— Будеш ти хміль уживати, Будеш перед мене, пана молодого, На долині Черкені голову козацькую покладати!» «Не буде мене, батьку, сей хміль нічого зачепати, Лучче буде серцю смілості подавати!» Скоро се Филоненко теє зачуває, Івасю Коновченку оковити горілки напитись дозволяє. То Івась у намет вступає, На скам'ї земляній щирозлотий кубок взяв, Піновану пляшку виймав, Шрубок одшрубував, Оковити горілки наливав, Напився, як би міг на коня сідати, Поміждо військом повертає, Доброму коню натиски налягає, Поміждо військом проїжджає, Старого козака повстрічає, Гордим словом зневажає, Молодого повстрічає, Опрощання не приймає, Стременем о грудь поторкає… То бог йому не поміг: За табір виїжджав, То бусурмани, чи язика піймали, Чи напилого чоловіка пізнали, За табір чверть милі одбавляли, Молодого Коновченка постріляли, Порубали, З коня збивали, Все поле ізгоняли, Коня козацького не піймали, То у неділю у полуднюю годину Сам Филоненко, корсунський полковник, Із намету виступає, На табір поглядає, Що кінь козацький полем гуляє. Він до козаків промовляє: «Ей, козаки, панове-молодці! Добре дбайте, Кості да карти покидайте, Поміж собою вісім тисяч війська на вибір вибирайте, Штири тисячі по тіло посилайте, А штири тисячі коня козацького піймать посилайте, Бо уже кінь козацький не дурно по табору гуляє, Се, конечно, Івася Удовиченка на сім світі немає». Тоді козаки, як діти, добре дбали, Кості да карти покидали, Поміж собою вісім тисяч війська на вибір вибирали, Штири тисячі тіло козацьке знаходили, У червоную китайку вложили, А штири тисячі коня козацького піймали, На ізбоч постановили… То, правда, панове, Не багато Івась Удовиченко, Коновченко На долині Черкені гуляв, Хоча у самому хмелю бував,— Ще триста п'ятдесят чоловік навік порубав. Тоді козаки саблями да наділками суходіл копали, Шапками та приполами персть носили, Високу могилу висипали, Славу козацькую учинили, У головоньках червоний прапор постановили, Із семип'ядних пищалей продзвонили… То у суботу на неділю Присниться удові сон, Барзо дивен напрочуд… То вона од сна прочинала, На базар виходжала, Которі старі жони да мужі повстрічала, Свій сон повідала… Хоч старі жони да мужі сей сон добре знали — Удові правди не сказали: «Ти, удово, Старая жоно, Не плач, не журися, Бо вже твій син Івась подружився, Поняв собі дівку туркеню, чужоземку, У зеленій сукні, з білими басанами, Бог йому да поміг, горазд живе,— Податі не дає, Хліба не присіває, Ніхто його не зачіпає!» Тоді удова до господи прибувала, Словами промовляла: «Хвалю тебе, господи, й благодарю, Хоча мій син буде по військах ходити, Буде мені з ким у господі зговорити, З невісткою тугу розділити». То по суботі третього дня Филоненко, Корсунський полковник, До города Черкас зі всім військом появився. Скоро-то старая удова то зачувала, Великую радість мала, Цебер меду, кінву горілки наточила, у брами стала, Старого козака і младого о своїм сині питала. Первая сотня і другая наступає — Вдова сина не видає, Третя сотня, під полковою корогвою, Попереду хорунжий іде, Удовиного коня за повід, гостинця, веде. То удова, Старая жона, Коня узріла,— Вся обомліла, Удариться крижем о сирую землю, Лаяла-проклинала, До небес руки здіймала: «Ой, Филоненку! Бодай ти собі ні долі, ні щастя не мав, Як ти мойого сина із міждо війська, як мизинний палець, потеряв». То сам Филоненко, Корсунський полковник, З коня встав, Вдову під плечі взяв: «Стій, удово, Старая жоно! Не плач, не журися, Мене, пана молодого, не лай, не проклинай, Бо я твого сина на герць гуляти не висилав, Він сам охоту козацькую мав!» Тоді удова не убога ся мала, Три сотні війська у свій дом закликала: «Отепера, козаки, панове-молодці, Пийте да гуляйте, Разом похорон і весілля одправляйте!» Тоді козаки пили да гуляли, Із семип'ядних пищалей гримали, Славу козацьку виславляли, Заразом похорон і весілля одправляли. Правда, панове, Полягла Івася Коновченка На долині Черкені голова — Слава не умре, Не поляже! Буде слава славна Поміж козаками, ПОМІЖ ДРУЗЯМИ, Поміж рицарями, Поміж добрими молодцями! Утверди, боже, люду царського, Народу християнського, Війська запорозького, Донського, З усією черню дніпровою, Низовою На многії літа, До кінця віка! |

#### Джерело
- Записано П. Я. Лукашевичем в 1832 р. від кобзаря Івана Стрічки біля м. Ромни. Друк за вид.: Українські народні думи та історичні пісні.— 1955. — С. 23-32.

### Івась Удовиченко, Коновченко
| Ей, як на славній, панове, Україні У славнім городі у Корсуні, Там крикне-покликне Филоне, корсунський полковниче, Козаків на Черкень-долину ув охотне військо викликає: «Ей, козаки, діти, друзі! Прошу я вас, добре дбайте: Чи нема міжду вами котрого козака старинного, Отамана курінного,— У первому разі на герці погуляти, За віру християнську одностайне стати? Чи не мог би котрий козак собі слави-лицерствія достати?» От тогді ж то, як у городі Крилові жила собі удова, Старенька жена, По мужеві Грициха, А по прозванію Коновчиха; Та мала собі сина єдиного — Івася Вдовиченка; Змалку леліла, у найми не пущала, Чужим рукам на стараннє не давала. Іще ж то вдова глас козацький зачуває, Сина свого Івася Вдовиченка у поле до плуга одсилає. От тогді-то Филоне, корсунський полковниче, На доброго коня сідав, До города Крилова прибував, Хрещатий корогов на ринку поставляв, Осаули по улицях розсилав, Червонії праперки у руки давав. Осаули по улицях пробігали, Червонії праперки у руцях проношали, Козаків на Черкень-долину ув охотне військо викликали. Іще ж то сам Филоне, корсунський полковниче, На доброго коня сідає, Міжду винниці і міжду броварниці пробігає, Іще стиха словами промовляє: «Ей, винники, броварники! Годі вам по запічкам валяться, По броварнях пив варити, По винницях горілок курити. Очей своїх молодецьких викуряти, Своїми молодецькими плічми сажі витирати! Ходіте з Филоном, корсунським полковником, На Черкень-долину ув охотне військо гуляти: Чи не мог би котрий козак собі слави-лицерствія достати». От тогді ж то Івась Удовиченко у полі глас козацький зачуває, Із поля до господи піхотою прибуває. До матері, старенької вдови, крижем у ноги впадає: «Ей, мати моя, вдово, Старенькая жено! Благослови мені, козаку молодому, у первому разі на герці погуляти, За віру християнську одностайне стати — Чи не мог би я собі слави-лицерствія достати?» Тогді-то вдова стиха словами промовляє: «Ей, Івасю Удовиченку, дитя моє! Чи тобі в мене нічого спити, Чи нічого з'їсти, Чи ні в чім хороше сходити? Чп тебе городова старшина не знає? Чи міщанська челядь не поважає? Єсть у нас коні воронії І чотири воли плуговії — Будем ми у полі хліб пахати, Будем панів і козаків на хліб, на сіль затягати,— Будуть нас без лицерствія добре знати». «Ей, мати моя, вдово, Старенька жено! Хотя ж у нас є й коні воронії, І чотири воли плуговії, Хотя ми будем у полі хліб пахати, Будем панів і козаків на хліб, на сіль, затягати — Будуть мене пани і козаки напідпитку зневажати, Полежієм, домотуром, гречкосієм узивати. А коли б ти, мати, добре дбала, Дев'ятеро скоту із кошари на вибор займала, До города Корсуня одбавляла, Із жидом-рендаром торг торгувала, Мені, Івасю Вдовиченку, коня на славу спаровляла, Що моя душа козацька барзде улюбувала». Тогді-то удова, Старенька жена, Істиха словами промовляє: «Ей, Івасю Вдовиченку, дитя моє! Не за тобою сі скарби-маєтки збирала, Щоб я тобі коня на славу спаровляла!..» «Щоб же ти сього говорить не дождала!» От тогді-то, як у святий день у воскресний Удова, Старенька жена, До божої церкви ік утрені одходила, Всю козацьку зброю у кімнату замикала, Тільки шаблю булатну та пищаль семип'ядну На колку покидала. Тогді ж то Івась Удовиченко Шаблю булатну і пищаль семип'ядну забирає, Козацьке собі запальчиве серце, має, Келепом комнату одбиває, Всю козацьку зброю на плечі забирає, Піхотою ув охотне військо поспішає, Матір старенькую на воротях стрічає, Ізгорда словами отвергає: «Ей, мати моя, вдово, Старенька жено! Не подобало б тобі козаку молодому і дороги переходить, Подобало б тобі в кутку сидіти, Та хоть чужую дитину малую колихати; Абияк з упокоєм хліба-солі уживати». Тогді-то вдова, Старенька жена, Удариться об поли руками, Обіллється дрібними сльозами, Промовить стиха словами: «Ей, Івасю Вдовиченку, дитя моє! Бодай ти й туди не дойшло, І відти не прийшло! Щоб тебе перва куля не минувала, У первій військовій потребі споткала!» Отогді-то вдова, Старенька жена, Два дні свого сина кляне-проклинає, На третій день подумає-погадає, Руки до бога здіймає, Господа з небес благає: «Дай мені, боже, сі слова перед собою мати, А свого сина Івася Вдовиченка хоть раз у вічі повидати!» Тогді ж то вдова — не вбогою себе мала — Одинадцятеро скоту з кошари на вибор занімала, До города Корсуня одбавляла, Із жидом-рендаром торг торгувала, Івасю Вдовиченку коня на славу спаровляла, Ще козаку запорозькому сім кіп на жупан давала, А три копи на мед та на ковиту горілку: «Ей, козаче, козаче! Коли б ти добре дбав — Де мого сина нагониш, Там його окониш, Добрим лицарем настановиш: Нехай він по походах піхотою не ходить, Своїх молодецьких ніжок не вриває, Мене, матері, старенької вдови, не проклинає!» Тогді-то козак — як він коня до рук принімав — На Гайман-долині козаків наганяв, Чотири сотні обминував, У п'ятій сотні Івася Вдовиченка познавав, Коня до рук йому уручав. Тогді ж то Івасю Вдовиченку на доброго коня сідає, Міжду козаками як сокіл літає: «Я ж думав, що мене мати у домі клене-проклинає, Аж вона обо мні великеє стараннє має. Дай мені, боже, сей поход сходити, Знав би я, як свою матір у домі споважати!» Отогді-то на Черкень-долину прибували, Козацькими табурами постали. Тогді ж то Филоне, корсунський полковниче, Із намету вихождає, До козаків стиха словами промовляє: «Ей, козаки, діти, друзі! Чи нема міжду вами котрого козака старинного, Отамана курінного, У первому разі на герці погуляти, За віру християнську достойно і праведно стати? Чи не мог би котрий козак собі слави-лицерствія достати?» Тогді-то всі козаки замовчали... Тільки Івась Удовиченко стиха словами промовляє: «Ей, Филоне, корсунський полковниче, Батьку старий! Благослови мені, козаку молодому, У первому разі на герці погуляти, За віру християнську достойно-праведно стати — Чи не мог би я собі слави-лицерствія достати?» Тогді ж то Филоне, корсунський полковниче, Стиха словами промовляє: «Ей, Івасю Вдовиченку! Ще ти дитя молоде, Розумом недійшле, У походах не бувало, Крові християнської не видало; Кров християнську увидиш, Барзде скоро ізомлієш. Чи не обереться котрий козак старинний?..» «Ей, Филоне, корсунський полковниче, Батьку старий! Возьми ти утя єдно стареє, А друге мла де є, Пусти ти на воду: Чи не равно буде плисти младе, Як би старе? Чи не равно буде козак младий На герці гуляти, як би старий?» «Ой Івасю Вдовиченку, дитя младеє! Коли ж ти мою загадку одгадав, Благословляю ж тобі у первому разі на герці погуляти...» Тогді ж то Івась Удовиченко, Як од Филона, корсунського полковника, Благословеніє принімав, Сам на доброго коня сідав, Міжду козацькими табурами пробігав, Шлик із себе скидав, Хрест на себе слагав, Отцеву і матчину молитву споминав, Із усяким козаком сердешне прощеніє мав, Старого козака рідним отцем узивав, Младого козака рідним братом узивав. На турецькі табури пробігав, Турецькі намети поперевертав, Турок п'ятдесят під міч узяв, Дев'ятеро живцем ізв'язав, Перед Филона, корсунського полковника, в намет приставляв. Тогді-то Филоне, корсунський полковниче, Із намету вихождає, Івася Вдовиченка рідним братом узиває: «Ей, Івасю Удовиченку, братець мій рідний! Десь ти,— каже,— у походах бував, Козацьких звичаев познав; Прошу ж тепер до свого намета — Сядем ми з тобою, поговоримо об козацьких прикметах...» Тогді ж то Івась Удовиченко З Филоном, корсунським полковником, Попліч сідає, Мед та ковиту горілку попиває. Як став у собі нещасний хмель зачувати, Став другий раз у Филона, корсунського полковника, Благословенія прохати. Тогді-то Филоне, корсунський полковник, Істиха словами промовляє: «Ей, Івасю Вдовиченку, братцю мій рідний! Не велю я тобі хмельному на герці гуляти, А велю я тобі у наметі на моєму ліжку опочивати». Тогді-то Івасю Вдовиченку сього не слухає, Другий раз на доброго коня сідає, Міжду козацькими табурами пробігає, Шлика не скидає, Хреста на себе не слагає, Отцевої і материної молитви не споминає І всякого козака зневажає. Тогді-то на Черкеню-долину пробігав... Як став із низу літній вітер повівати, Став його нещасний хмель ізнемагати, Став він коневі на гриву ізлягати, Став і поводи з рук упущати... Стали його турки у хмелю познавати, Стали по комишах засідати, Стали його з коня збивати... Став його кінь по Черкені-долині сам гуляти... Тогді ж то Филоне, корсунський полковниче, Із намету вихождає, На Черкень-долину поглядає, До козаків стиха словами промовляє: «Ей, козаки, діти, друзі! Прошу я вас, добре дбайте, На коні сідайте, На Черкень-долину пробігайте: Недурно Івася Вдовиченка кінь по степу гуляє; Видно, нашого первого лицаря на світі немає? Хоть тіло його у трупу знахождайте, Перед Филона, корсунського полковника, У намет представте». Отогді-то козаки добре дбали, На коні сідали, На Черкень-долину пробігали, Івася Вдовиченка у трупу тіло знаходили. Вже ж він і очима не гляне, І руками не здійме, І ногами не пійде, Тільки стиха словами промовляє: «Помалу, братці, не вразьте моїх смертельних ран. Не булатними шаблями мене рубали, Не ординськими стрілами з коня збивали,— Се мене отцева молитва та материні сльози побили!» Отогді-то козаки добре дбали, Івася Вдовиченку взяли, Пред Филона, корсунського полковника, У намет представили. Тогді ж то Филоне, корсунський полковниче, Із намета вихождає І стиха словами промовляє: «Ей, Івасю Вдовиченку, братцю мій рідний! Як я тобі не велів хмельному на герці гуляти, А велів тобі у наметі на моїм ліжку опочивати...» Тогді-то Івасю Удовиченку стиха словами промовляє: «Ей, Филоне, корсунський полковниче, Батьку старий! Не булатними шаблями мене рубали, Не ординськими стрілами із коня збивали — Се мене отцева молитва та материні сльози побили...» «Де ж тепер, Івасю Вдовиченку, повелиш поховати: Чи до города Крилова одбавляти, Чи на Черкені-долині по-козацьки поховати?» «Ей, Филоне, корсунський полковниче, Батьку старий! Не велю я тобі до города Крилова одбавляти, Моїй матері тоски й печалі задавати, А велю на Черкені-долині по-козацьки поховати». Отогді ж то козаки добре дбали, Штихами суходіл копали, Шликами землю виносили — Івасю Вдовиченка похоронили; Із разних пищаль подзвонили — По Івасю Вдовиченку похорон ізчинили. Отогді-то козаки обратно до города Корсуня прибували. То ще вдова козаків стрічала, У козаків сина свого питала. То один козак сказав їй правду: «Ей, мати, вдово, Старенька жено! Не журись по своєму сину Івасю Вдовиченку: Уже ж тепер твій син на Черкені-долині оженився — Поняв собі туркеню, препишную панну; Уже ж тепер він і в військо не ходить, Ніякої податі не дає... Ніхто в козацький угол не стукає». Отогді-то вдова не догадлива бувала, Ще у другого козака правди питала. То другий козак усю правду їй сказав: «Ей, удово, Старенька жено! Не журись по своєму сину Івасю Вдовиченку — Уже ж тепер твій син на Черкені-долині оженився: Поняв собі туркеню, препишную панну; Уже ж тепер він і в військо не ходить, Ніякої податі не дає... Ніхто в козацький угол не стукає; Поняв собі панянку — У чистім полі могилу-землянку; На могилі трави зелененькі І цвіти біленькі...» «А я ж думала, що буду із своїм сином жити, Чужоземській невісті годити, Абияк з упокоєм хліб-сіль уживати!..» От тогді ж то удова — не убогою себе мала — Всіх козаків у двір завертала, Бочку меду, а другу оковитої горілки викотила,— Всіх козаків поїла, кормила, По Івасю Вдовиченку похорон і весіллє зчинила. Отогді ж то Івась Вдовиченко помер, А слава його не вмре, не поляже. |

### Джерело
- Записано в 1853 р. від кобзаря А. Шута в с. Олександрівка, Сосницького повіту, на Чернігівщині. Вперше надруковано в зб.: Народные «южнорусские» песни. К., 1854, с. 413—424.

Подається за першодруком.